# Гусаров Геннадій Олександрович
Геннадій Олександрович Гусаров (рос. Геннадий Александрович Гусаров, * 11 березня 1937, Москва — 2 червня 2014) — радянський футболіст. Майстер спорту СРСР. Найкращий бомбардир чемпіонатів СРСР 1960 та 1961 років.
З 1952 році грав у юнацьких командах ЦСКА, потім удосконалював свою майстерність у ФШМ (Футбольній школі молоді). У 1956 році виступав за дубль московського ЦСКА. Від 1957 до 1962 року захищав кольори «Торпедо» (Москва), потім «Динамо» (Москва) — 1963—1968 рр. Завершував кар'єру у «Динамо» (Барнаул) в сезонах 1969—1971. Був чемпіоном СРСР 1960 і 1963. Двічі здобував Кубок країни.
Високотехнічний нападник, який умів не лише забивати голи але й організовувати атаки. Відзначався добре поставленим сильним ударом з обох ніг. Провів 11 ігор за національну збірну СРСР, забив 4 м'ячі.
Після футбольної діяльності працював за спеціальністю, адже мав вищу технічну освіту. Потім тренував дитячі та юнацькі команди московського «Динамо» (з перервами). З 1982 року — тренер СДЮШОР «Динамо» (Москва).

## Титули та досягнення
- Чемпіон СРСР: 1960 і 1963
  - найкращий бомбардир чемпіонатів СРСР: 1960 та 1961
- Кубок СРСР: 1960 і 1967
- Віце-чемпіон Європи: 1964
- у списку «33 найкращих»: 5 разів